# Ybl Miklós (építész, 1895–1928)
Ifjabb Ybl Miklós lovag (Kassa, 1895. április 10. – Budapest, 1928. augusztus 30.) magyar építész, a „nagy” Ybl Miklós (1814–1891) távoli rokona.

## Élete
Elemi iskoláit és az első két gimnáziumot szülővárosában, Kassán végezte el, utóbbit a premontreiek gimnáziumában. Amikor édesapját, Ybl Miklós honvéd tábornokot Szabadkára áthelyezték, vele ment fia is, és itt tett érettségit jeles eredménnyel. A Műegyetem gépészmérnöki karának két évig volt hallgatója, majd részt vett az első világháborúban a 32. tüzérezred tagjaként. Mint tartalékos hadnagy szerelt le. További tanulmányait az építészeti szakon folytatta és itt nyert diplomát az 1921. esztendőben. Egyike volt a Hungária megszervezőinek, tagja volt a műegyetemi csendőrzászlóaljnak, és részt vett a nyomdászsztrájk letörésében. Mint fiatal építész eleinte Maróthy Kálmán irodájában dolgozott, ahol a debreceni egyetemi internátus, a nyíregyházai pénzügyi székház és a vörösberényI igazgatósági épület tervezési és művezetési munkálataiban vett részt. Ezután tervezőirodát nyitott, önállóan tervezte és építette a tokaji és pesthidegkúti iskolákat, Kandó Kálmán balatonföldvári villáját, a Farkasréti temetőben lévő Jeszenszky családi sírboltot, a csepeli református templomot, a mezőgazdák kiállítási pavillonját és a VIII. kerületi rendőrkapitányság jelenleg kivitelezés alatt álló épületét. A mohácsi templomra kiírt pályázattól kezdve a pályaművek egész sorát készítette el.

### Halála
Ybl Miklós fiatalon, tragikus körülmények között hunyt el. 1928. augusztus 28-án autós kirándulásra ment feleségével, Ladányi László főszolgabíróval és Kajaba Margittal Hűvösvölgybe. Az autót bizonyos Puskás Imre autófuvarozó vezette. Este továbbhajtottak Piliscsaba felé.
„Amikor Piliscsaba és Solymár között jártak, eddig ismeretlen okból a kocsi az árokba fordult. Kajaba Margit a katasztrófa pillanatában nyomban meghalt. Ifj. Ybl Miklós koponyaalapi törést szenvedett. Vitéz Ladányi László karját és lábát törte, Ybl Miklósné pedig súlyos zúzódásokat szenvedett a fején. Súlyosan megsérült a gépkocsi vezetője, Puskás Imre is. A katasztrófa áldozatai eszméletlenül feküdtek a helyszínen, amikor egy arra haladó szekér kocsisa reájuk talált, értesítette a csendőrséget, majd a mentőket a szerencsétlenségről. A mentők a sebesülteket beszállították az új Szent János kórházba. Lovag Ybl Miklós még mindig nem tért eszméletre.”
Augusztus 29-én este 6-7 óra körül a kórházban Ybl belehalt sérüléseibe. Szeptember 1-jén temették el a Farkasréti temetőben, gyászmisét szeptember 5-én tartottak lelki üdvösségéért a Krisztinavárosi templomban.
Felesége, és három kiskorú gyermek maradt utána.

## Családja

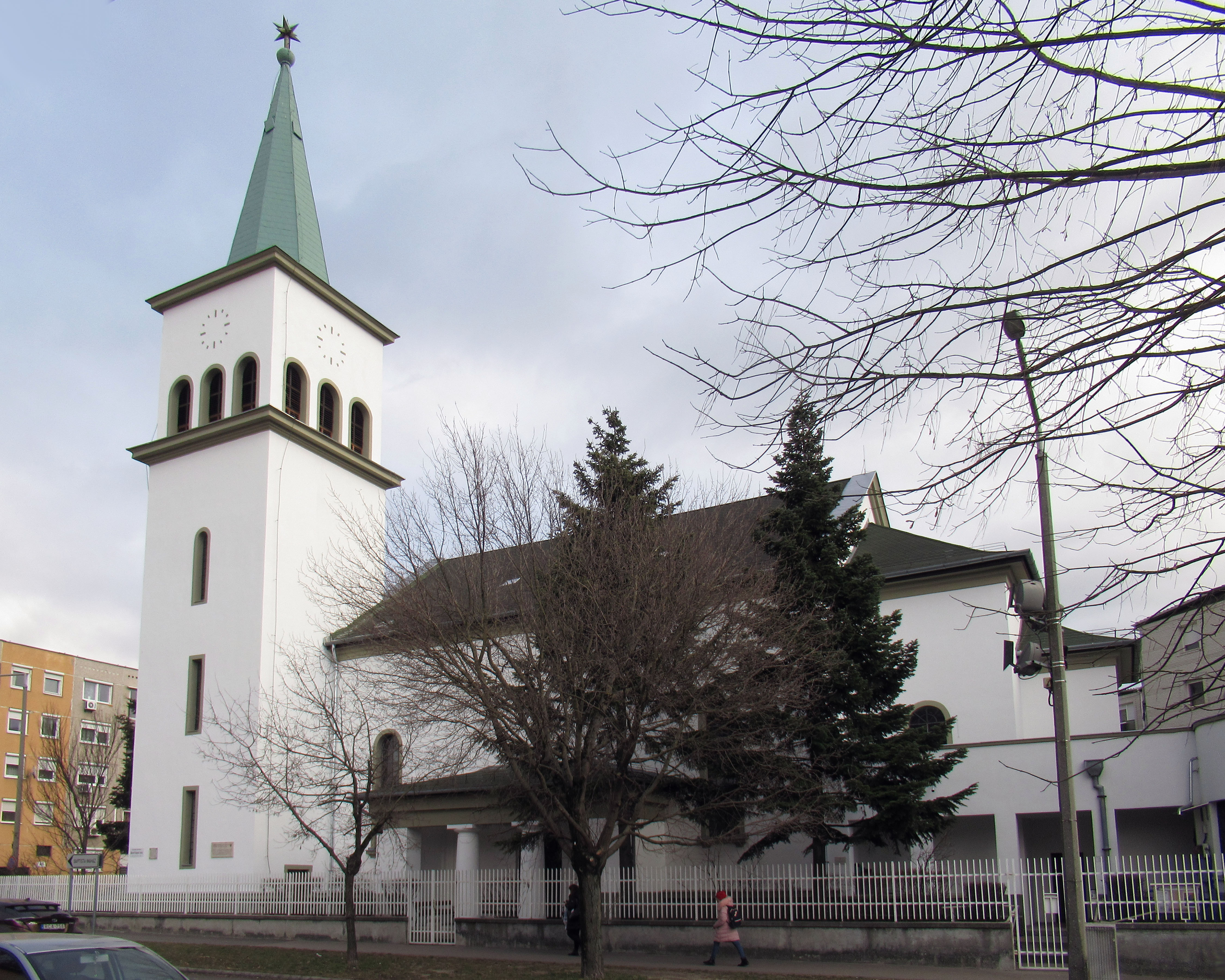
Csepel-Központi Református Egyházközség temploma

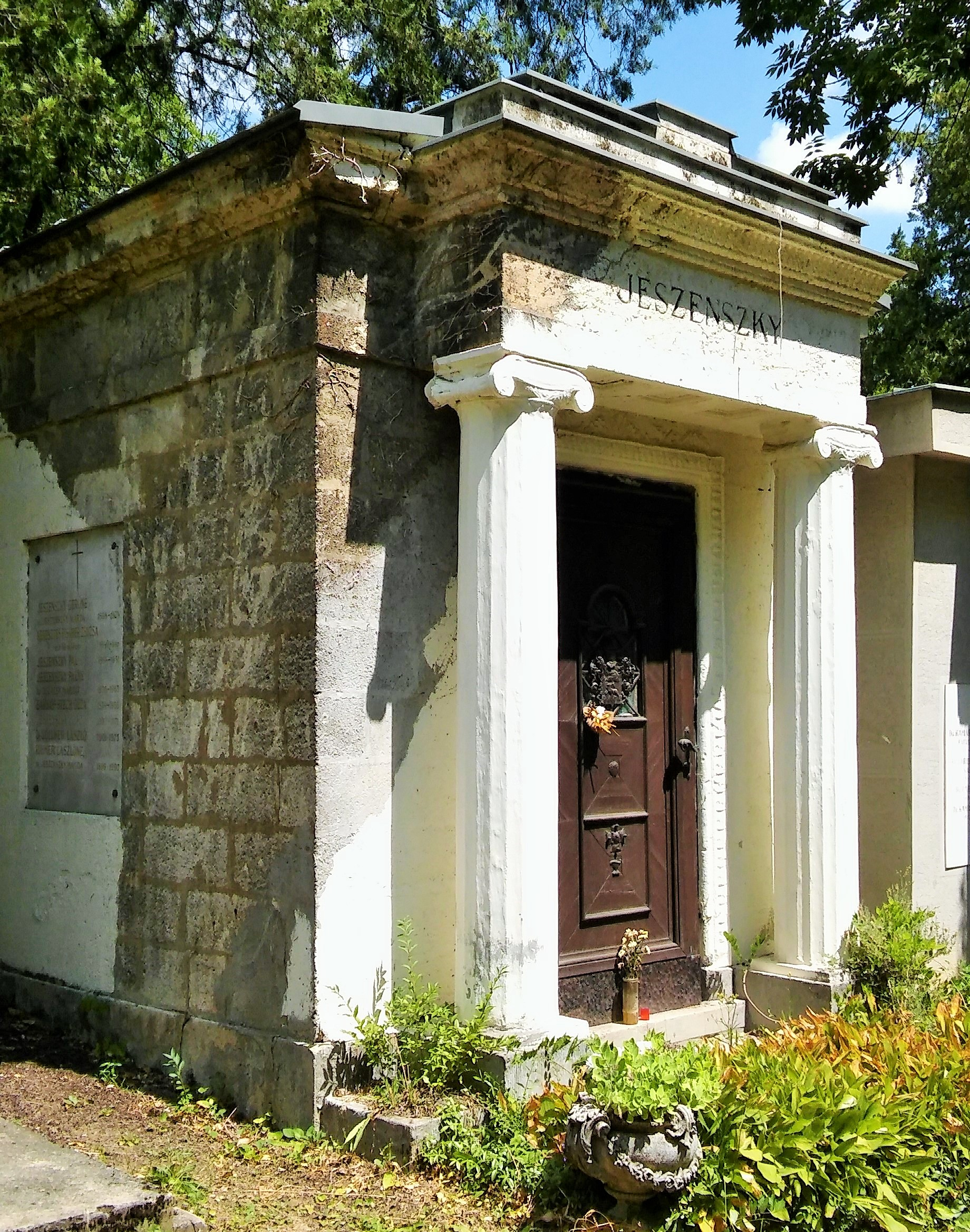
Jeszenszky-mauzóleum

Édesapja Ybl Miklós István Pongrác (1862–1931) honvéd tábornok, Ybl Lajos (1855–1934) építész testvére. Édesanyja Uhlarik Gabriella Mária Erzsébet (1870–1907).
Feleségének, az 1922-ben elvett Szabó Ilona Piroskának (1901–1990) tőle három gyermeke született:
- Ybl Mária Piroska (1923. okt. 5. – ?)
- Ybl Magdolna (1925. aug. 30. – ?)
- Ybl Miklós (1927. dec. 31. – ?)

## Ismert épületei
- 1927–1928: Csepeli központi református templom, 1211 Budapest, Károli Gáspár u. 13.[5][13]
- 1928: Budapest VIII. Kerületi Rendőrkapitányság, Budapest, Víg u. 36.[14][15]
- ?: iskola, Tokaj[5]
- ?: iskola, Pesthidegkút[5]
- ?: Kandó Kálmán villája, Balatonföldvár[5]
- ?: a mezőgazdák kiállítási pavilonja[5]

### Tervben maradt épületek
- ?: templom, Mohács

### Síremlékek
- ?: Jeszenszky családi sírbolt, Budapest, Farkasréti temető[5]